# La Alberca de Záncara
La Alberca de Záncara – gmina w Hiszpanii, w prowincji Cuenca, w Kastylii-La Mancha, o powierzchni 100,86 km². W 2011 roku gmina liczyła 1962 mieszkańców.